# Ludwik Sobolewski (prawnik)
Ludwik Leszek Sobolewski (ur. 13 września 1965 we Wrocławiu) – polski prawnik i menedżer związany z branżą finansową, radca prawny, w latach 2006–2013 prezes zarządu Giełdy Papierów Wartościowych w Warszawie.

## Życiorys
Absolwent prawa na Wydziale Prawa i Administracji Uniwersytetu Jagiellońskiego (1989). Kształcił się również na Université Paris-Panthéon-Assas. W 1995 na podstawie napisanej pod kierunkiem Wacława Uruszczaka pracy Prawne aspekty unii Polski z Litwą na przełomie XV i XVI wieku uzyskał na UJ stopień doktora nauk prawnych. Ukończył aplikację sędziowską, a w 1994 uzyskał uprawnienia radcy prawnego.
Pracował na WPiA Uniwersytetu Jagiellońskiego (do 1995), w latach 1992–1993 był urzędnikiem w Urzędzie Rady Ministrów (w tym dyrektorem Zespołu Organizacyjnego URM). W 1994 został doradcą zarządu GPW, następnie w tym samym roku wiceprezesem zarządu Krajowego Depozytu Papierów Wartościowych. Od 1997 do 2002 wykładał na Wydziale Zarządzania Uniwersytetu Warszawskiego.
W 2006 wygrał konkurs na stanowisko prezesa zarządu Giełdy Papierów Wartościowych w Warszawie (zastąpił na tej funkcji Wiesława Rozłuckiego). W 2010 powołany na drugą kadencję. W trakcie pełnienia tej funkcji w ramach GPW uruchomiono rynek akcji NewConnect w formule alternatywnego systemu obrotu. Obejmował też funkcje członka rad nadzorczych różnych przedsiębiorstw i organizacji finansowych. W 2007 wszedł w skład rady Narodowego Centrum Badań i Rozwoju.
21 grudnia 2012 został zawieszony przez radę nadzorczą w pełnieniu funkcji prezesa zarządu GPW. Nastąpiło to po pojawieniu się m.in. w „Pulsie Biznesu” informacji, jakoby jeden z jego współpracowników lobbował wśród prezesów spółek giełdowych w sprawie sponsoringu filmu Patryka Vegi Zemsta faraona, w którym Anna Szarek (ówczesna partnerka Ludwika Sobolewskiego) miała zagrać jedną z głównych ról. W styczniu 2013 został odwołany ze stanowiska prezesa GPW.
W 2013–2017 był dyrektorem generalnym Giełdy Papierów Wartościowych w Bukareszcie. Był współtwórcą rumuńskiego alternatywnego systemu obrotu AeRO, wzorowanego na polskim rynku akcji NewConnect. Od 2014 do 2015 pełnił też funkcję przewodniczącego rady dyrektorów Poșta Română.
Po rezygnacji ze stanowiska prezesa giełdy w Bukareszcie założył w Warszawie kancelarię prawniczą oraz firmę doradczą. W 2018 współtworzył platformę crowdfundingową Emerging Europe Marketplace.
W 2023 ukazała się jego książka podróżnicza pt. Po prostu to zrobić, wydana przez wydawnictwo BookEdit. Autor felietonów w dzienniku „Parkiet”.

## Odznaczenia i wyróżnienia
Odznaczony Krzyżem Kawalerskim (2000) i Krzyże Oficerskim (2011) Orderu Odrodzenia Polski. W 2007 otrzymał Perłę Honorową Polskiej Gospodarki (w kategorii gospodarka).